# Farès Ferjani
Farès Ferjani (født 22. juli 1997) er en tunesisk fægter, der konkurrerer i sabel.
Han repræsenterede Tunesien ved sommer-OL 2016 i Rio de Janeiro, hvor han blev elimineret i første runde.
Under sommer-OL 2020 i Tokyo, som blev afholdt i 2021, blev han elimineret i anden runde i den individuelle konkurrence.
Under sommer-OL 2024, der blev afholdt i Paris, tog han sølv i den individuelle konkurrence.